# Kadro
Kadro (deutsch Kader) war eine türkische linksorientierte politische Theoriezeitschrift in türkischer Sprache, die von 1932 bis 1935 in Ankara erschien. Insgesamt wurden 36 Monatsausgaben veröffentlicht, wobei die letzte im Dezember 1934 als Doppelausgabe herauskam.
Zu den Mitbegründern und wichtigsten Autoren gehörten Şevket Süreyya Aydemir (1897–1976), Vedat Nedim Tör (1897–1985), İsmail Hüsrev Tökin (1902–1994), Burhan Asaf Belge (1899–1967) und Yakup Kadri Karaosmanoğlu (1889–1974). Das Ziel der Autoren war die Verbreitung der Reformen des Staatspräsidenten Mustafa Kemal Atatürk. Sie wollten die kemalistische Ideologie in einfachen Worten verständlich im Land popularisieren. Zu den wichtigsten behandelten Themen neben den Reformen gehörten die Wirtschaftspolitik sowie politische Strömungen der damaligen Zeit (Kapitalismus, Faschismus und Kommunismus).